# Matanzas River
Matanzas River er et vandområde i St. Johns County og Flagler County i Florida, USA. I modsætning til hvad navnet antyder, er der ikke tale om en egentlig flod, men om et snævert æstuarium, der ligger i læ fra Atlanterhavet bag Anastasia Island. 
I 1565 kom Pedro Menéndez de Avilés til området. Han havde ordre til at udslette alle protestanter han mødte i "den nye verden", og da han traf på en gruppe på flere hundrede skibbrudne franske huguenotter under ledelse af Jean Ribault, lod han dem alle henrette nær Matanzas Inlet. Derfor fik floden sit navn "Matanzas", som betyder "drab" eller "myrderi" på spansk. Navnet er et af de ældste eksisterende stednavne i USA. 
Matanzas River er omkring 32 km lang og strækker sig fra Matanzas Inlet i St. Augustine i Florida til ca. 13 km syd for Matanzas Inlet ved den sydlige spids af Anastasia Island. Matanzas River er en del af Intracoastal Waterway, der er en vandvej, som løber fra New Jersey til Texas langs USA's østkyst.
Matanzas River var "hovedindgangen" til St. Augustine, USA's ældste by, grundlagt i 1565. I nærheden af byen kaldes vandområdet ofte for Matanzas Harbor. Den sydlige del af "floden", blev opfattet som "bagdør til St. Augustine" uden om byens forsvarsværker, og for at beskytte den spanske koloni mod angrib fra britiske tropper, opførte man Fort Matanzas i 1740. Fortet ligger ca. 22 km syd for selve byen. 
Floden danner grundlag for et stort tidevandsmarskområde. Udvidelsen af byen St. Augustine samt bebyggelse på den nordlige del af Anastasia Island truer floden med forurening. Mange forskellige aktiviteter er derfor iværksat for at beskytte områdets økosystemer, som blandt andet består af saltvandsmarsk, mangrovesumpe, østersbanker, laguner og andre vådområder.
To større broer krydser Matanzas River. "Løvebroen" (Bridge of Lions) og Mickler-O'Connell Bridge, der begge fører fra St. Augustine til Anastasia Island.